# Cuenca de Santiago

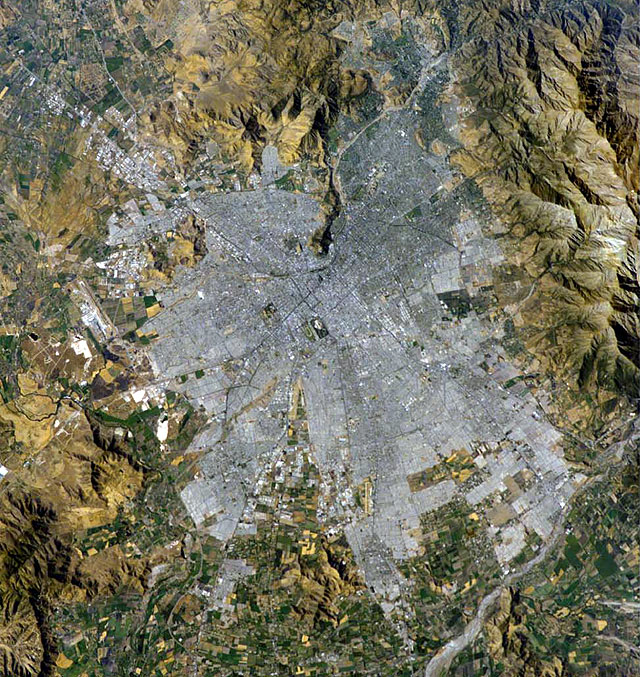
La ciudad de Santiago, ocupando gran parte de la cuenca de Santiago, a los pies de la Cordillera de Los Andes.

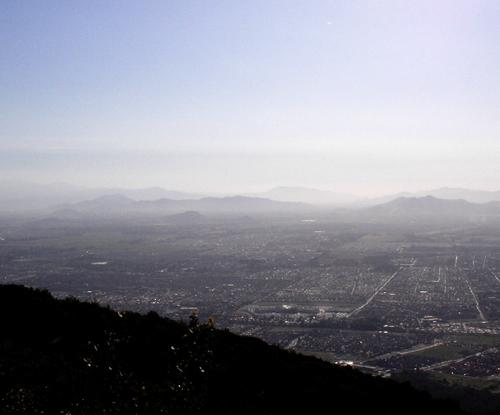
Vista de la cuenca de Santiago con la Cordillera de la Costa al fondo.

La cuenca de Santiago (a veces también denominado como valle de Santiago) es una cuenca que corresponde a la mayor parte de la depresión intermedia en la Región Metropolitana de Santiago, en Chile.
La cuenca de Santiago da inicio al valle central chileno, estando rodeada por el cordón de Chacabuco al norte, la cordillera de la Costa al poniente, la Angostura de Paine por el sur, y la cordillera de los Andes al oriente. Tiene una extensión de 80 km en su eje norte-sur y un ancho promedio de 35 km. Es una cuenca morfotectónica, rellenada por sedimentos de origen glacial, eólico, fluvial, gravitacional y volcánico, los cuales han desarrollado extensos abanicos aluviales. Dentro de la cuenca sobresalen las cimas de antiguos cordones cordilleranos transversales que ahora forman cerros islas, como el Renca, Chena, Lo Aguirre, Santa Lucía, Blanco, entre otros.
El suelo de la cuenca de Santiago se encuentra ocupado por el área urbana del Gran Santiago, a una altitud de 520 m s. n. m. Los españoles a su llegada se asentaron en lo que es hoy el área céntrica de la ciudad de Santiago. La cuenca es atravesada por el río Maipo, de cuya hoya hidrográfica forma parte, y por algunos de sus tributarios, como el estero Tiltil, el estero Lampa, el río Colina, el río Mapocho y el Zanjón de la Aguada.